# Rudolf Bergermann

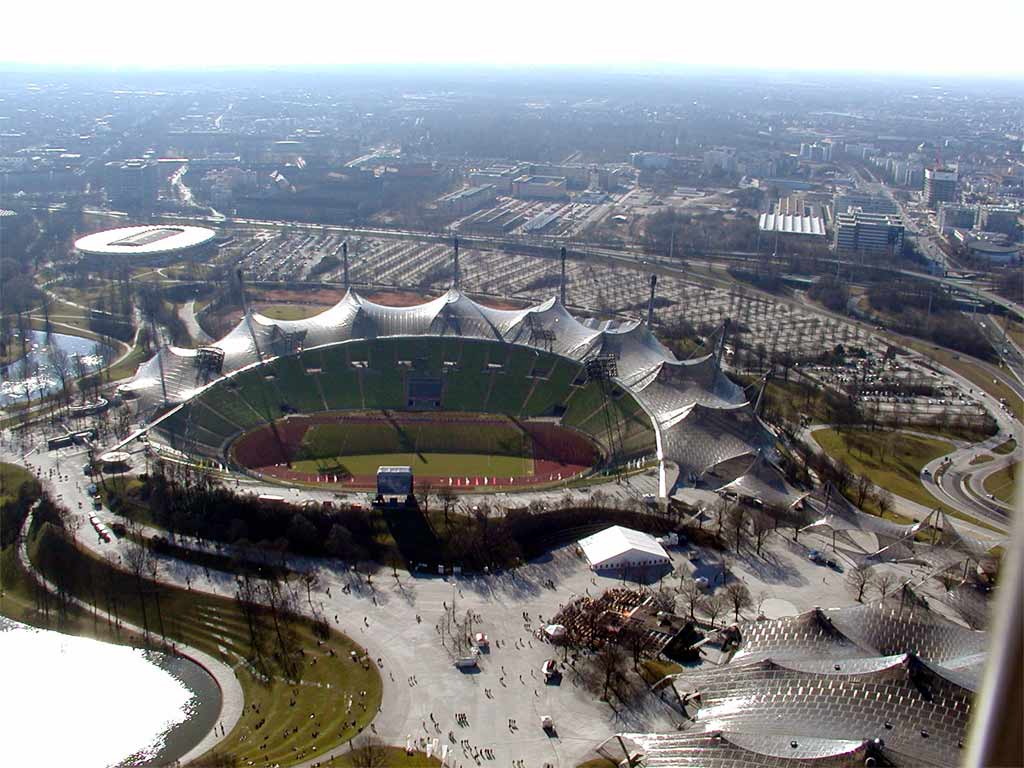
Olympiastadion München

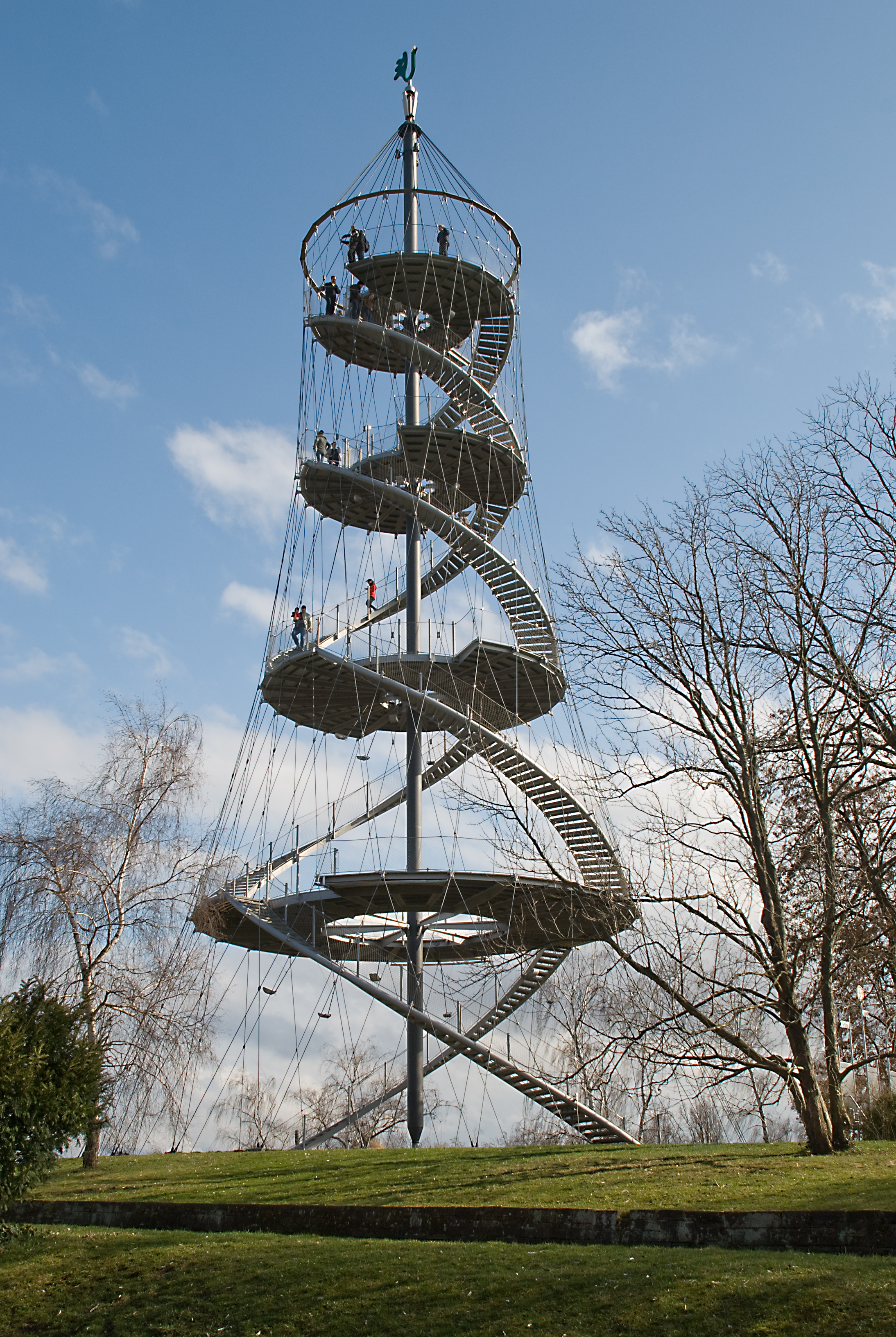
Killesbergturm Stuttgart

Rudolf Bergermann (* 24. September 1941 in Düsseldorf) ist ein deutscher Ingenieur und Tragwerksplaner.

## Leben
Von 1961 bis 1966 studierte Bergermann Bauingenieurwesen an der Technischen Hochschule Stuttgart. Nach kurzer Tätigkeit bei dem Stuttgarter Bauunternehmen Ed. Züblin AG war er von 1968 bis 1973 als Ingenieur bei Leonhardt und Andrä tätig, ab 1974 zusammen mit Jörg Schlaich Leitender Ingenieur.
Zusammen mit Jörg Schlaich begründete er 1980 das Ingenieurbüro Schlaich Bergermann und Partner (SBP) mit Sitz in Stuttgart, Berlin und New York.
Rudolf Bergermann ist ein weltweit anerkannter Fachmann für unkonventionelle Ingenieurbauwerke. Bekannt ist er unter anderem durch filigrane Leichtbau-Lösungen für Fußgängerbrücken, hohe Stahltürme und aufwändige Seilnetzkonstruktionen, mit denen er architektonisches Neuland betrat, wie dem Gottlieb-Daimler-Stadion in Stuttgart und der Ting-Kau-Brücke in Hongkong.
Zusammen mit Jörg Schlaich hat Bergermann sein Werkearchiv der Berliner Akademie der Künste übergeben.

## Auszeichnungen
- 2006: Ehrendoktorwürde der BTU Cottbus[2]